# Smålandsstenars kommunala realskola
Smålandsstenars kommunala realskola var en realskola i Smålandsstenar verksam från 1947 till 1972.

## Historia
Skolan inrättades 1938 som en högre folkskola, från 1941 fyraårig, vilken 1 juli 1947 ombildades till en kommunal mellanskola. Denna ombildades 1 juli 1952 till en kommunal realskola.
Realexamen gavs från 1948 till 1972.
Som skollokal användes den gamla folkskolan, från 1957 med paviljonger.